# Коррелл (город, Миннесота)
Коррелл (англ. Correll) — город в округе Биг-Стон, штат Миннесота, США. На площади 0,9 км² (0,9 км² — суша, водоёмов нет), согласно переписи 2002 года, проживают 47 человек. Плотность населения составляет 49,5 чел./км².
- Телефонный код города — 320
- Почтовый индекс — 56227
- FIPS-код города — 27-13384[1]
- GNIS-идентификатор — 0641513[2]